# Турушик
Турушка (рос. Р. Турушек; Турушка) — річка в Україні у Валківській міській громаді Богодухівського району Харківської області. Ліва притока річки Мож (басейн Азовського моря).

## Опис
Довжина річки приблизно 6 км, найкоротша відстань між витоком і гирлом — 5,75  км, коефіцієнт звивистості річки — 1,22 . Загальна площа річкового басейну 63,8 кв. км. 

## Розташування
Бере початок західніше села Коверівка. Тече спочатку на захід, потім на південний захід і південь. У місті Валки впадає у річку Мжу, праву притоку Сіверського Дінця. Висота гирла становить 120 метрів.

## Притоки
- Филимонова - права притока, бере початок біля села Халимонівка, тече на південний схід і впадає у Турушик між селами Розсохівка і Баранове[4][1]
- Балка Гузева - права притока, бере початок на північному сході села Ков'яги і тече на південний схід вздовж його східної околиці та через село Гузівка, на сході від якого впадає в Турушик.[5][1]
- Балка Петренкова - права притока, бере початок у селищі Ков'яги, тече на південний схід і впадає у Турушик на північно західній околиці міста Валки.[6][1]